# Roseanne
A Roseanne népszerű amerikai televíziós vígjátéksorozat (sitcom), amelyet a humorista Roseanne Barr készített.
A sorozat témája köré összpontosul, és a fiktív családja köré, akik a hasonló jellegű sorozatokból már megszokott diszfunkcionális családot játsszák. Az epizódok során különféle kalandokba keverednek. A Roseanne 10 évadot élt meg 231 epizóddal.
Amerikában az ABC sugározta 1988. október 18-tól 1997. május 20-ig, de a mai napig több különböző televíziós hálózat is leadja. Magyarországon a TV3 mutatta be 1999. május 1-jén. 21 vagy 22 perces egy epizód. Az ABC bejelentette, hogy 2018-ra visszahozza a nagy népszerűségnek örvendő sorozatot egy 10. évadra.

## Epizódok
| Évad | Évad | Epizódok | Eredeti sugárzás     | Eredeti sugárzás | Eredeti adó |
| Évad | Évad | Epizódok | Évadpremier          | Évadfinálé       | Eredeti adó |
| ---- | ---- | -------- | -------------------- | ---------------- | ----------- |
|      | 1    | 23       | 1988. október 18.    | 1989. május 2.   | ABC         |
|      | 2    | 24       | 1989. szeptember 12. | 1990. május 8.   | ABC         |
|      | 3    | 25       | 1990. szeptember 18. | 1991. május 14.  | ABC         |
|      | 4    | 25       | 1991. szeptember 17. | 1992. május 12.  | ABC         |
|      | 5    | 25       | 1992. szeptember 15. | 1993. május 18.  | ABC         |
|      | 6    | 25       | 1993. szeptember 14. | 1994. május 24.  | ABC         |
|      | 7    | 26       | 1994. szeptember 21. | 1995. május 24.  | ABC         |
|      | 8    | 25       | 1995. szeptember 19. | 1996. május 21.  | ABC         |
|      | 9    | 24       | 1996. szeptember 17. | 1997. május 20.  | ABC         |
|      | 10   | 9        | 2018. március 27.    | 2018. május 22.  | ABC         |